# IBU-Junior-Cup
Der IBU-Junior-Cup ist eine im Winter ausgetragene Wettkampfserie für Junioren/Juniorinnen im Biathlon. Der erste IBU-Junior-Cup wurde in der Saison 2015/16 ausgetragen.

## Teilnahme
Am IBU-Junior-Cup dürfen Junioren, Juniorinnen sowie Jugendwettkämpfer starten, sofern sie in der Juniorenklasse starten und die Anforderungen zur Wettkampfteilnahme als Junioren erfüllen. Jedes IBU-Mitgliedsverband kann am Wettkampf fünf männliche und fünf weibliche Athleten melden und einschreiben. Die Ausrichternation sowie die Länder, die unter den besten zehn im Nationencup von Welt-, IBU- oder Juniorencup der Vorsaison gelandet sind, dürfen zusätzlich zwei männliche und zwei weibliche Athleten melden.

## Veranstaltungen
Jedes IBU-Mitgliedsverband kann sich für die Ausrichtung von Junioren-IBU-Cups bewerben. Es werden die Veranstaltungsorte mit einer IBU-Lizenz werden bevorzugt, es werden auch ohne Lizenz akzeptiert. In jeder Saison werden nur vier IBU-Cups veranstaltet. Der letzte Cup wird als offene Junioreneuropameisterschaft gewertet. Außerdem gehen die Ergebnisse der Juniorenweltmeisterschaften in die Wertung ein. 
Bei jeder Veranstaltung sollten zwei bis drei Wettkämpfe aus Einzel, Sprint, Verfolgung und Staffel enthalten. Es können zur gleichen Zeit auch Regionalcups im Rahmen des IBU Junior Cups veranstaltet werden, und wenn so sein sollte, haben Juniorenathleten
jedoch Vorrang vor Teilnehmern, die am Regionalcup teilnehmen.

## Wertung
Beim IBU-Junior-Cup und bei Junioreneuropameisterschaft werden in folgenden Kategorien Cup-Punkte vergeben.

### Wertungsarten
Es werden Punkte für die Gesamtwertung (Einzel, Sprint, Verfolgung) und in den einzelnen Disziplinwertungen wie Einzelwertung, Sprintwertung und Verfolgungswertung vergeben.

### Gesamtwertung
Für die Gesamtwertung werden die zwei niedrigsten Punktzahlen von der Gesamtsumme aller aufgelisteten Veranstaltungen gewonnenen Punkte abgezogen.

### Einzel-, Sprint- und Verfolgungswertung
Für die Disziplinwertungen Einzel-, Sprint- und Verfolgungswertung werden alle durch Zusammenzählen der in allen Wettkämpfen der entsprechenden Disziplin gewonnenen Punkte berechnet.

## Preise
Der Athlet erhält für den ersten Platz seines Wettkampfes eine IBU-Junior-Cup-Trophäe.

## Wettkampfregeln

### Allgemeines
Für die IBU-Veranstaltungs- und Wettkampfregeln gelten im Allgemeinen für den IBU Junior Cup, soweit keine andere Bestimmungen festgelegt werden.

### Verfolgung
Die überrundeten Wettkämpfer dürfen bis zum Ziel weiterlaufen.

### Anschießen und Training
Es werden für das Anschießen und Training Schießbahnen gemäß den Nationencup-Ergebnissen zugewiesen.

## Austragungsorte
Seit der Saison 2015/16 wurden in Italien, Österreich, Schweiz, Rumänien und Slowenien Junior-Cupveranstaltungen ausgetragen. Die Austragungsorte werden von der Internationalen Biathlon-Union (IBU) festgelegt. 

## Gesamtsieger

### Junioren
| Saison  | Sieger                                   | Zweiter                                  | Dritter                                  |
| ------- | ---------------------------------------- | ---------------------------------------- | ---------------------------------------- |
| 2015/16 | Dominic Reiter                           | Kirill Strelzow                          | Nikita Porschnew                         |
| 2016/17 | Kirill Strelzow                          | Anton Dudtschenko                        | David Zobel                              |
| 2017/18 | Martin Perrillat Bottonet                | Said Karimulla Chalili                   | Igor Malinowski                          |
| 2018/19 | Tim Grotian                              | Sebastian Stalder                        | Said Karimulla Chalili                   |
| 2019/20 | Niklas Hartweg                           | Alex Cisar                               | Max Barchewitz                           |
| 2020/21 | Aufgrund der COVID-19-Pandemie abgesagt. | Aufgrund der COVID-19-Pandemie abgesagt. | Aufgrund der COVID-19-Pandemie abgesagt. |
| 2021/22 | Alexander Kornew                         | Jonáš Mareček                            | Jan Guńka                                |
| 2022/23 | Nicolò Betemps                           | Hans Köllner                             | Benjamin Menz                            |
| 2023/24 | Lukas Haslinger                          | Fabian Müllauer                          | Jakub Borguľa                            |
| 2024/25 | Matija Legović                           | Grzegorz Galica                          | Linus Kesper                             |

### Juniorinnen
| Saison  | Sieger                                   | Zweiter                                  | Dritter                                  |
| ------- | ---------------------------------------- | ---------------------------------------- | ---------------------------------------- |
| 2015/16 | Darija Blaschko                          | Jelisaweta Beltschenko                   | Christin Maier                           |
| 2016/17 | Myrtille Bègue                           | Walerija Wasnezowa                       | Jekaterina Moschkowa                     |
| 2017/18 | Lou Jeanmonnot                           | Myrtille Bègue                           | Camille Bened                            |
| 2018/19 | Hanna Kebinger                           | Juliane Frühwirt                         | Camille Bened                            |
| 2019/20 | Amy Baserga                              | Lisa Spark                               | Paula Botet                              |
| 2020/21 | Aufgrund der COVID-19-Pandemie abgesagt. | Aufgrund der COVID-19-Pandemie abgesagt. | Aufgrund der COVID-19-Pandemie abgesagt. |
| 2021/22 | Sara Scattolo                            | Johanna Puff                             | Luise Müller                             |
| 2022/23 | Anna Andexer                             | Johanna Puff                             | Marlene Fichtner                         |
| 2023/24 | Anna Andexer                             | Wilma Anhaus                             | Alina Nußbicker                          |
| 2024/25 | Fabiana Carpella                         | Anaëlle Bondoux                          | Amandine Mengin                          |